# Большая Фанагорийская пещера
Большая Фанагорийская пещера (Псекупская, Сталактитовая) — одна из крупнейших карстовых полостей Краснодарского края. Расположена на территории Горячеключевского района в 12 км к юго-западу от села Фанагорийское на правом берегу реки Аюк.

## Описание
Вход в пещеру расположен на высоте около 300 метров над уровнем моря и имеет размеры 1,5 x 1,5 метра. Сразу после входа начинается узкий коридор, длина которого около 10 метров. За ним стены пещеры расширяются и по ней можно свободно перемещаться, посещая довольно просторные залы. Примерно на половине пути, в пещере растет огромный сталагмит, именуемый «Перелаз». Его название полностью себя оправдывает — через него нужно перелезть, чтобы пройти дальше. Заканчивается пещера развилкой на два хода, один из которых завален, а второй сильно сужается и пройти дальше невозможно. По дну пещеры течет ручей, глубина которого зависит от времени года и осадков, и может достигать 30 см.
В пещере сформировалось много сталактитов и сталагмитов, но почти все они были уничтожены.
```
В конце XIX — начале XX века пещеру активно посещали паломники, которые молились здесь, а также в пещере совершались 
жертвоприношения
. 
```

Одна престарелая жительница села Фанагорийское по поводу святости пещеры сказала: «Как же там не молиться, когда сам Бог свечки (то есть сталагмиты) в пещере поставил. Да варвары их обломали». 
По рассказам старожилов, раньше неширокий карстовый тоннель пещеры проходил через подземное озеро и тянулся до самого Чёрного моря (около 25 км). В начале XIX века в пещере произошел обвал и её протяжённость сократилась до 1442 м.

## Дорога
Автомобильный и основной пешеходный маршрут к пещере — одинаковые. Путь начинается от села Фанагорийское. Первые 3 км идет хорошая гравийная дорога, а остальные 9 км — бездорожье и лесовозная колея, которая не высыхает и летом. Поэтому подъехать к пещере можно только на автомобиле повышенной проходимости, а для пешего похода желательна высокая обувь.

## Микроклимат
Температура внутри пещеры всегда 9 °С и не меняется в течение года. 
В натечных образованиях пещеры накапливается радиогенный углерод и это обуславливает небольшую ионизацию воздуха, что позволяет лечить некоторые болезни, например — астму.
В нескольких залах пещеры наблюдается незначительное повышение фона гамма-излучения (15—17 мкр/ч) по сравнению с поверхностью (11—12 мкр/ч).

## Животный мир
Несмотря на большую посещаемость, пещера имеет довольно богатую фауну: пиявки, турбелярии, нематоды, пауки и многоножки. Из рукокрылых на зимовке встречаются шесть видов летучих мышей: большой и малый подковонос, остроухая ночница, водяная ночница, европейская широкоушка и обыкновенный ушан.

## История исследования
Впервые пещеру описал турецкий путешественник Эвлия Челеби, посетивший её в 1666 году.
В 1881 году пещеру посетил куратор горячеключевского курорта полковник М. Каменев. Он отметил, что пещера — одна из самых замечательных в Европе.
В 1882 году пещеру осматривал В. М. Сысоев. Через несколько лет он, сначала в «Кубанских областных ведомостях» (1901), а затем в «Известиях Общества любителей изучения Кубанской области» (ОЛИКО) в 1902 году, опубликовал её описание. Одновременно с ним свои материалы о пещере опубликовал А. Н. Дьячков-Тарасов.
В 1946 году пещеру исследовала экспедиция Кавказской комплексной карстово-спелеологической станции при Краснодарском педагогическом институте.
В 1977 году Большая Фанагорийская пещера объявлена памятником природы.
В 1983 году была выполнена топографическая съёмка, которая выявила протяжённость пещеры 1110 м, амплитуду 53 м, площадь 1768 м² и объём 12022 м³ (секцией в это время руководил Е. А. Радкович, а в топосъёмке участвовали: Белых Ю. Д., Иванов С. М., Прудников Б. Н., Ляшенко П. А., Завольская О., И. Янишев).
В 1991 году исследования были возобновлены. Проводились микроклиматические и некоторые другие наблюдения.
В 1992—1995 годах, с участием Гопованова А. А., Гончарова А. Н., Зайцева М. Б., Крицкой О. Ю. и Петренко И. Н., топосъёмку 1983 года существенно дополнили, так как два из доснятых участков ранее никем не проходились. В итоге, протяжённость пещеры составила 1442 м, площадь 2064 м², объём 13032 м³.

## Галерея

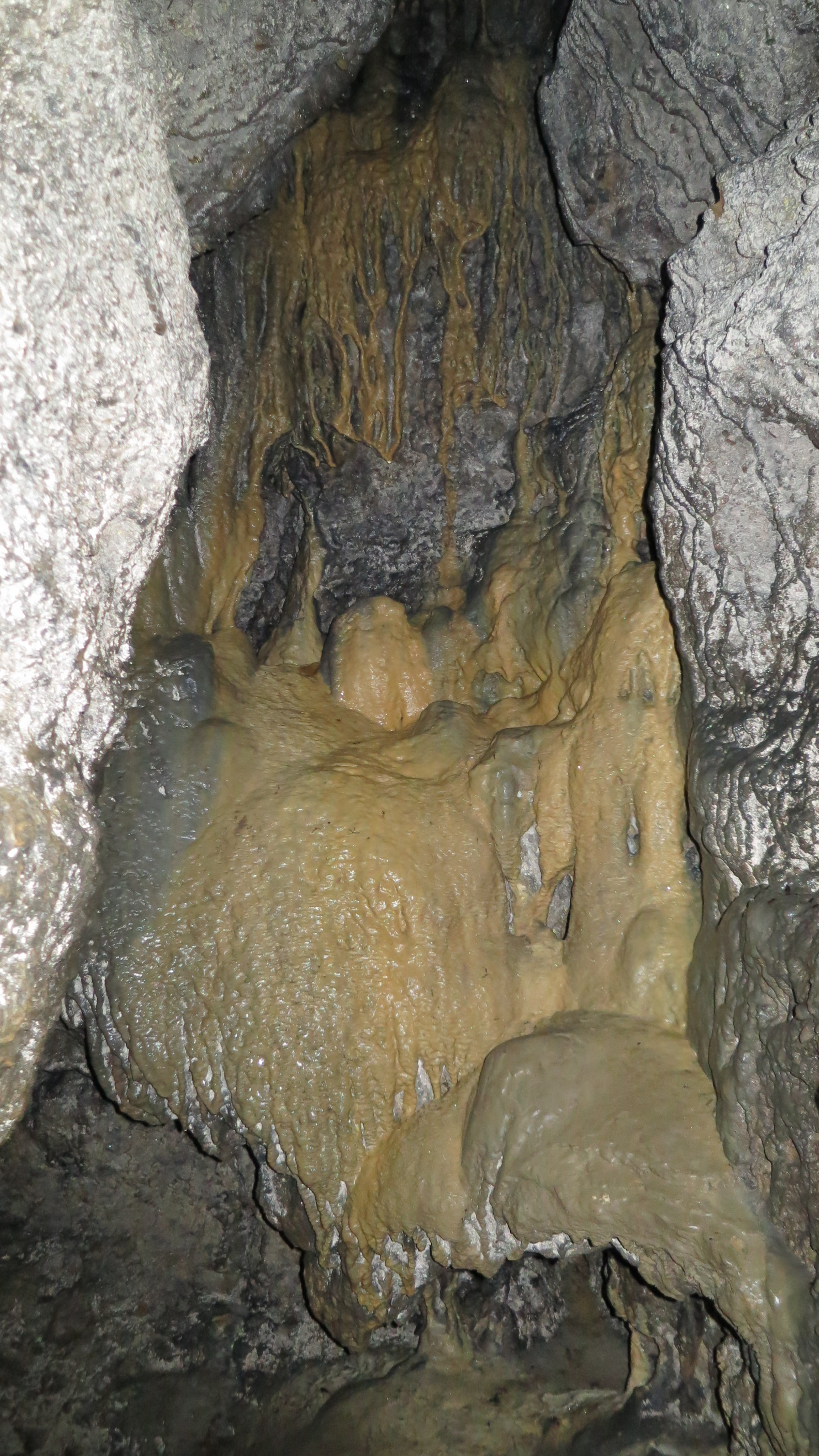
Внутри Фанагорийской пещеры
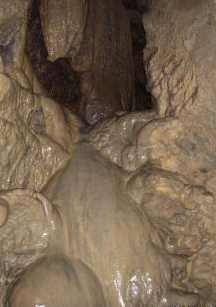
Сталагмит «Перелаз» в Большой Фанагорийской пещере
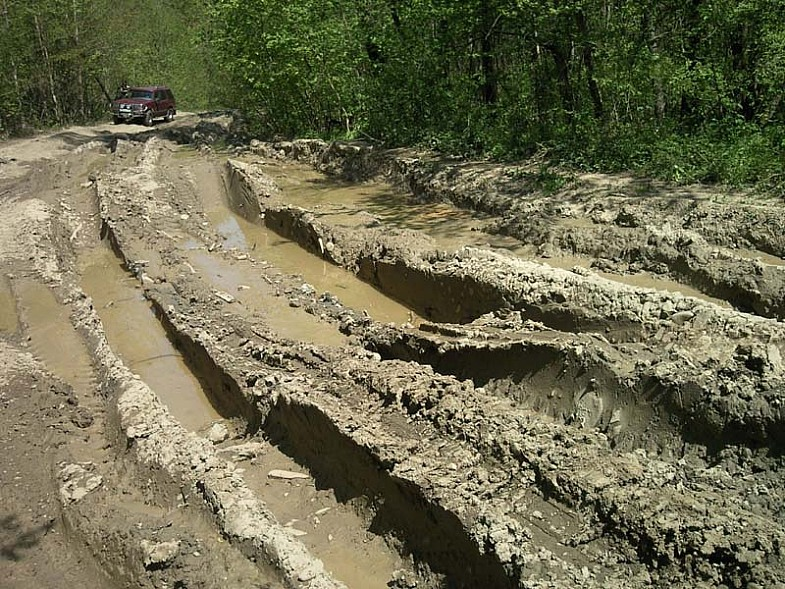
Лесовозная колея по пути в Большую Фанагорийскую пещеру